# Djerem (flod)
Djérem eller Djerem er en 394 km lang flod der løber i Cameroun.

## Flodens løb
Den udspringer fra flere kilder i Adamaoua-højlandet, nær byen Meiganga . Den løber overvejende i sydvestlig retning, indtil den munder ud i Lac de Mbakaou nær byen Tibati. Her drejer den mod syd-sydøst og danner,   ved sammenløbet med Lom, floden Sanaga, nordvest for landsbyen Deng-Deng. Floden løber gennem Mbam-Djerem Nationalpark.

## Reservoirer
Ved Tibati er Djérem opdæmmet for at danne Lac de Mbakaou, et kunstigt reservoir. Den energi, der er tilgængelig på vandkraftværket, bruges dog ikke til at generere elektricitet. Den nationale energiproducent Eneo (tidligere AES Sonel) bruger reservoiret sammen med Bamendjing, Mapé og andre mindre reservoirer til at regulere vandmængden i Sanaga.  Dette vil optimere udsving i elproduktionen fra Song Loulou- og Édéa-dæmningerne nær hovedstaden Yaoundé..